# ʻElisiva Fusipala Taukiʻonetuku (1912–1933)
ʻElisiva Fusipala Taukiʻonetuku ou apenas Fusipala (Nucualofa, Tonga, 26 de julho de 1912 – Sydney, Austrália, 21 de abril de 1933) foi uma princesa tonganesa e irmã de Salote Tupou III. Foi a única filha sobrevivente de Jorge Tupou II e ʻAnaseini Takipō.

## Biografia
Nascida em 26 de julho de 1912, no Palácio Real de Tonga, em Nucualofa, foi a segunda filha do rei Jorge Tupou II e ‘Anaseini Takipo, sua segunda esposa. Seu nome foi uma homenagem á sua avó 'Elisiva Fusipala Taukiʻonetuku e de sua irmã, nascida em 1911 porém que faleceu dois meses depois. Sua irmã Salote se tornou herdeira em 1914 e assumiu o trono em 1918. No mesmo ano sua mãe, a rainha viúva Takipo morre devido á gripe espanhola.
Em 1912 foi enviada à Nova Zelândia para estudar e posteriormente cursou um seminário em Melbourne, na Austrália. Ela se tornou muito conhecida nesta última por ser uma talentosa pianista.
Em Tonga ela foi apoiada por grupos rivais de sua irmã, a rainha Salote Tupou III, que não era aceita por alguns chefes e os mesmos desejavam um golpe de estado e instaurar Fusipala como rainha. Entretanto ela sempre se demonstrou contra tais idéias. Também em Tonga ela teve se suportar um casamento forçado em 1931, que foi anulado por sua irmã em favor da vontade de Fusipala, que não queria se casar. Sua mão chegou a ser oferecida por sua tia Muimui á um chefe do Fiji, entretanto tal proposta nunca foi aceita.
Contraiu tuberculose em 1933 e foi para a Austrália se tratar no Burwood Private Hospital, vindo a falecer em 21 de abril de 1912 com apenas 20 anos de idade. Ela não deixou descendentes e seu corpo foi embalsamado e levado de volta a Tonga, onde estão enterrados no cemitério real de Mala’ekula. 